# Provertex delamarei
Provertex delamarei är en kvalsterart som beskrevs av Travé 1963. Provertex delamarei ingår i släktet Provertex och familjen Scutoverticidae. Inga underarter finns listade i Catalogue of Life.